# Erwin Lienhard
Erwin Lienhard   (Steinmaur, 16 de gener de 1957 - 25 de gener de 2019) va ser un ciclista suís, que fou professional entre 1978 i 1986. També competí en ciclo-cross.

## Palmarès
- 1981
  - Vencedor d'una etapa a la Volta a Suïssa

### Resultats al Tour de França
- 1982. 95è de la classificació general

### Resultats al Giro d'Itàlia
- 1979. 21è de la classificació general
- 1980. 61è de la classificació general
- 1981. 19è de la classificació general

### Resultats a la Volta a Espanya
- 1982. 27è de la classificació general